# Kiss Gyula (labdarúgó, 1881)
Kiss Gyula, (1881. október 21. – 1945. március 1.) magyar válogatott labdarúgó, fedezet, nemzeti játékvezető, a labdarúgó-válogatott szövetségi kapitánya (1921–1924, 1926–1928), sportújságíró,

## Pályafutása

### Életpálya
Visszavonulása után sportújságíró lett.

### Játékosként
A 33 FC csapatában játszott, mint középfedezet. 1903 és 1906 között négy alkalommal szerepelt a válogatottban. Határozottan szerelő, erőteljes, gyors, pontosan adogató játékos volt. Hosszú szöktetései rendszeresen gólhelyzetbe hozta a csatárokat.

### Játékvezetőként
Az MLSZ tanácsa határozata alapján hivatalos mérkőzéseket csak az vezethet, aki az illetékes bírótestület előtt elméleti és gyakorlati vizsgát tett. Játékvezetésből 1903-ban Budapesten a Bíróvizsgáló Bizottság (BB) előtt vizsgázott. Az MLSZ BB minősítésével NB II-es, majd NB I-es bíró. Küldési gyakorlat szerint rendszeres partbírói szolgálatot is végzett. 1904–1908 között a futballbíráskodás második generációjának legjobb játékvezetői között tartják nyilván. Az NB I-es játékvezetéstől 1910-ben visszavonult. 1917. május 17-én az MLSZ egyik szerveként megalakult a Magyar Futballbírák Testülete (BT). A testület tisztikarának első alelnöke. A legelső kupadöntőt vezette: 1. NB I-es mérkőzéseinek száma: 12.
| Időpont           | Helyszín                        | Mérkőzés típusa          | Mérkőzés                        | Eredmény | Nézők száma |
| ----------------- | ------------------------------- | ------------------------ | ------------------------------- | -------- | ----------- |
| 1904. február 25. | Millenáris Sportpálya, Budapest | első NB I-es mérkőzése   | MAFC–MAC                        | 8 – 1    | Zárt kapus  |
| 1910. október 16. | Millenáris Sportpálya, Budapest | utolsó NB I-es mérkőzése | Bp. Törekvés SE–Ferencvárosi TC | 1 – 4    | 3500        |

1909/1910, Magyar labdarúgókupa döntő, első mérkőzés
| Időpont             | Helyszín             | Mérkőzés típusa   | Mérkőzés | Eredmény | Nézők száma |
| ------------------- | -------------------- | ----------------- | -------- | -------- | ----------- |
| 1910. szeptember 8. | Millenáris, Budapest | döntő 1. mérkőzés | MTK–BTC  | 1 – 1    | 3000        |

### Edzőként

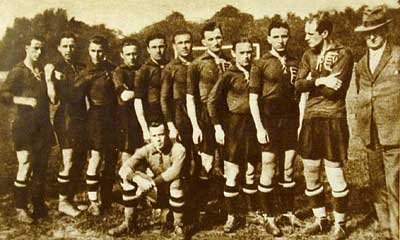
Fogl Károly, Opata Zoltán, Hirzer Ferenc, Jeny Rudolf, Eisenhoffer József, Guttmann Béla, Mándi Gyula, Obitz Gábor, Braun József, Orth György, Kiss Gyula.

Mielőtt a Magyar Labdarúgó-szövetség (MLSZ) megindította volna a nemzetek közötti mérkőzéseket, több alkalmi mérkőzést játszott a magyar válogatott. Először nem volt szövetségi kapitány, még válogató bizottság sem, a kiküldöttek tanácsa állította össze a csapatot. A rendszeres nemzetközi mérkőzéseknél már nehézkesnek bizonyult a szavazás, mert nem a legjobbakat hozta össze a csapatba. A bizottsági válogatók mellé kapitányt választottak, aki intézte a kijelölt csapat sorsát. Tárgyilagosság hiányában a válogató bizottság megszűnt, ezért a legjobbnak tartott szakemberre bízták a válogatást, ő lett a szövetségi kapitány. A szövetségen belüli – hatalmi – irányvonalaknak köszönhetően egy-egy vereség után a válogató bizottság vissza-vissza tért.
Két alkalommal a válogatott szövetségi kapitánya volt. Az első világháború után nehéz körülmények között vette át a kapitányságot. Megkezdődött a játékosvándorlás. Az MTK alap megszűnt, vegyíteni kellett a csapatot. Teljesítménye nagyon változó eredményeket hozott. Nevéhez fűződik az 1924-es olimpián elszenvedett – a külföldi vándorokkal vegyített, tehát kellően fel nem készült, nem egységes csapat – egyiptomi csapás és 1927-ben a franciák legyőzése 13–1-re. Teljesítményébe beleszámítanak azok a mérkőzések is, amikor egy napon két válogatott mérkőzés volt és a másodikon nem ő állította össze a csapatot.

## Sikerei, díjai

### Játékosként
- Magyar bajnokság
  - 3.: 1902

## Statisztika

### Mérkőzései a válogatottban
| Magyarország | Magyarország     | Magyarország               | Magyarország | Magyarország | Magyarország | Magyarország | Magyarország | Magyarország |
| #            | Dátum            | Helyszín                   | Hazai        | Eredmény     | Vendég       | Kiírás       | Gólok        | Esemény      |
| ------------ | ---------------- | -------------------------- | ------------ | ------------ | ------------ | ------------ | ------------ | ------------ |
| 1.           | 1903. április 5. | Budapest, Millenáris-pálya | Magyarország | 2 – 1        | Csehország   | barátságos   | -            |              |
| 2.           | 1904. június 2.  | Budapest, Millenáris-pálya | Magyarország | 3 – 0        | Ausztria     | barátságos   | -            |              |
| 3.           | 1905. április 9. | Budapest, Millenáris-pálya | Magyarország | 0 – 0        | Ausztria     | barátságos   | -            |              |
| 4.           | 1906. április 1. | Budapest, Millenáris-pálya | Magyarország | 1 – 1        | Csehország   | barátságos   | -            |              |
|              | Összesen         |                            |              | 4            | mérkőzés     |              | 0            | gól          |

### Mérkőzései szövetségi kapitányként
Első időszak
| Magyarország | Magyarország         | Magyarország                    | Magyarország      | Magyarország | Magyarország      | Magyarország          | Magyarország | Magyarország |
| #            | Dátum                | Helyszín                        | Hazai             | Eredmény     | Vendég            | Kiírás                | Gólok        | Esemény      |
| ------------ | -------------------- | ------------------------------- | ----------------- | ------------ | ----------------- | --------------------- | ------------ | ------------ |
| 1.           | 1921. április 24.    | Bécs, Simmering-pálya           | Ausztria          | 4 – 1        | Magyarország      | barátságos            | -            |              |
| 2.           | 1921. június 5.      | Budapest, Hungária körúti pálya | Magyarország      | 3 – 0        | Németország       | barátságos            | -            |              |
|              | 1921. június 26.     | Budapest, Üllői úti pálya       | Magyarország      | 3 – 0        | Dél-Németország   | barátságos            | -            |              |
|              | 1921. október 23.    | Budapest, Hungária körúti pálya | Magyarország      | 3 – 2        | Közép-Németország | barátságos            | -            |              |
| 3.           | 1921. november 6.    | Budapest, Üllői úti pálya       | Magyarország      | 4 – 2        | Svédország        | barátságos            | -            |              |
| 4.           | 1921. december 18.   | Budapest, Hungária körúti pálya | Magyarország      | 1 – 0        | Lengyelország     | barátságos            | -            |              |
| 5.           | 1922. április 30.    | Budapest, Hungária körúti pálya | Magyarország      | 1 – 1        | Ausztria          | barátságos            | -            |              |
| 6.           | 1922. május 14.      | Krakkó                          | Lengyelország     | 0 – 3        | Magyarország      | barátságos            | -            |              |
| 7.           | 1922. június 15.     | Budapest, Üllői úti pálya       | Magyarország      | 1 – 1        | Svájc             | barátságos            | -            |              |
| 8.           | 1922. július 2.      | Bochum, Bochumer Stadion        | Németország       | 0 – 0        | Magyarország      | barátságos            | -            |              |
| 9.           | 1922. július 9.      | Stockholm                       | Svédország        | 1 – 1        | Magyarország      | barátságos            | -            |              |
| 10.          | 1922. július 13.     | Helsinki                        | Finnország        | 1 – 5        | Magyarország      | barátságos            | -            |              |
|              | 1922. augusztus 27.  | Lipcse                          | Közép-Németország | 3 – 5        | Magyarország      | barátságos            | -            |              |
| 11.          | 1922. szeptember 24. | Bécs, Hohe Warte                | Ausztria          | 2 – 2        | Magyarország      | barátságos            | -            |              |
| 12.          | 1922. november 26.   | Budapest, Üllői úti pálya       | Magyarország      | 1 – 2        | Ausztria          | barátságos            | -            |              |
| 13.          | 1923. március 4.     | Genova, Marassi-stadion         | Olaszország       | 0 – 0        | Magyarország      | barátságos            | -            |              |
| 14.          | 1923. március 11.    | Lausanne                        | Svájc             | 1 – 6        | Magyarország      | barátságos            | -            |              |
| 15.          | 1923. május 6.       | Bécs, Hohe Warte                | Ausztria          | 1 – 0        | Magyarország      | barátságos            | -            |              |
| 16.          | 1923. augusztus 19.  | Budapest, Üllői úti pálya       | Magyarország      | 3 – 1        | Finnország        | barátságos            | -            |              |
| 17.          | 1923. szeptember 23. | Budapest, Hungária körúti pálya | Magyarország      | 2 – 0        | Ausztria          | barátságos            | -            |              |
| 18.          | 1923. október 28.    | Budapest, Üllői úti pálya       | Magyarország      | 2 – 1        | Svédország        | barátságos            | -            |              |
| 19.          | 1924. április 6.     | Budapest, Hungária körúti pálya | Magyarország      | 7 – 1        | Olaszország       | barátságos            | -            |              |
| 20.          | 1924. május 4.       | Budapest, Hungária körúti pálya | Magyarország      | 2 – 2        | Ausztria          | barátságos            | -            |              |
| 21.          | 1924. május 18.      | Zürich, Sportplatz Förrlibuck   | Svájc             | 4 – 2        | Magyarország      | barátságos            | -            |              |
| 22.          | 1924. május 26.      | Párizs, Bergeyre-pálya (FRA)    | Magyarország      | 5 – 0        | Lengyelország     | olimpia, első forduló | -            |              |
| 23.          | 1924. május 29.      | Párizs, Stade-Paris pálya (FRA) | Egyiptom          | 3 – 0        | Magyarország      | olimpiai nyolcaddöntő | -            |              |
|              | Összesen             |                                 |                   | -            | mérkőzés          |                       | -            | gól          |

Második időszak
| Magyarország | Magyarország         | Magyarország                    | Magyarország  | Magyarország | Magyarország  | Magyarország | Magyarország | Magyarország |
| #            | Dátum                | Helyszín                        | Hazai         | Eredmény     | Vendég        | Kiírás       | Gólok        | Esemény      |
| ------------ | -------------------- | ------------------------------- | ------------- | ------------ | ------------- | ------------ | ------------ | ------------ |
| 24.          | 1926. május 2.       | Budapest, Hungária körúti pálya | Magyarország  | 0 – 3        | Ausztria      | barátságos   | -            |              |
| 25.          | 1926. június 6.      | Budapest, Üllői úti pálya       | Magyarország  | 2 – 1        | Csehszlovákia | barátságos   | -            |              |
| 26.          | 1926. augusztus 20.  | Budapest, Hungária körúti pálya | Magyarország  | 4 – 1        | Lengyelország | barátságos   | -            |              |
| 27.          | 1926. szeptember 19. | Bécs, Hohe Warte                | Ausztria      | 2 – 3        | Magyarország  | barátságos   | -            |              |
| 28.          | 1926. november 14.   | Budapest, Üllői úti pálya       | Magyarország  | 3 – 1        | Svédország    | barátságos   | -            |              |
| 29.          | 1926. december 19.   | Vigo                            | Spanyolország | 4 – 2        | Magyarország  | barátságos   | -            |              |
| 30.          | 1926. december 26.   | Porto                           | Portugália    | 3 – 3        | Magyarország  | barátságos   | -            |              |
| 31.          | 1927. április 10.    | Bécs, Hohe Warte                | Ausztria      | 6 – 0        | Magyarország  | barátságos   | -            |              |
| 32.          | 1927. április 10.    | Budapest. Üllői úti pálya       | Magyarország  | 3 – 0        | Jugoszlávia   | barátságos   | -            |              |
| 33.          | 1927. április 24.    | Prága, Sparta-pálya             | Csehszlovákia | 4 – 1        | Magyarország  | barátságos   | -            |              |
| 34.          | 1927. június 12.     | Budapest. Üllői úti pálya       | Magyarország  | 13 – 1       | Franciaország | barátságos   | -            |              |
| 35.          | 1927. szeptember 25. | Budapest. Üllői úti pálya       | Magyarország  | 5 – 3        | Ausztria      | Európa-kupa  | -            |              |
| 36.          | 1927. szeptember 25. | Zágráb                          | Jugoszlávia   | 5 – 1        | Magyarország  | barátságos   | -            |              |
| 37.          | 1927. október 9.     | Budapest, Hungária körúti pálya | Magyarország  | 1 – 2        | Csehszlovákia | barátságos   | -            |              |
| 38.          | 1928. március 25.    | Róma, Nazionale PNF Stadion     | Olaszország   | 4 – 3        | Magyarország  | Európa-kupa  | -            |              |
| 39.          | 1928. március 25.    | Budapest. Üllői úti pálya       | Magyarország  | 2 – 1        | Jugoszlávia   | barátságos   | -            |              |
| 40.          | 1928. április 22.    | Budapest, Üllői úti pálya       | Magyarország  | 2 – 0        | Csehszlovákia | Európa-kupa  | -            |              |
| 41.          | 1928. május 6.       | Budapest. Hungária körúti pálya | Magyarország  | 5 – 5        | Ausztria      | barátságos   | -            |              |
| 42.          | 1928. október 7.     | Bécs, Hohe Warte                | Ausztria      | 5 – 1        | Magyarország  | Európa-kupa  | -            |              |
|              | Összesen             |                                 |               | -            | mérkőzés      |              | -            | gól          |